# Sigrid Borge
Sigrid Borge, född 3 december 1995, är en norsk friidrottare som tävlar i spjutkastning.

## Karriär
Vid europacupen i kast (U23) 2016 och 2017 tog hon guld respektive brons i spjutkastning. Hon är fyrfaldig norsk mästare och tränas av Andreas Thorkildsen.